# Alexander VIII
Alexander VIII, född Pietro Vito Ottoboni den 22 april 1610 i Venedig, republiken Venedig, död 1 februari 1691 i Rom, var påve från den 6 oktober 1689 till sin död sexton månader senare, den 1 februari 1691.

## Biografi
Pietro Ottoboni var son till Marco Ottoboni, kansler i republiken Venedig och av adlig släkt. Han studerade vid universitetet i Padua, där han 1627 doktorerade i kanonisk och civil rätt. Under Urban VIII:s pontifikat hamnade han i Rom, där han utnämndes av påven till guvernör av Terni, Rieti och Spoleto. Han verkade vid Sacra Romana Rota i fjorton år. 
Innocentius X upphöjde honom, på republiken Venedigs begäran, till kardinalpräst av San Salvatore in Lauro den 19 februari 1652, och drygt två år senare blev han biskop av Brescia. 1660 blev han istället kardinalpräst av San Marco, och lämnade biskopssätet i Brescia 1664. Åren innan han blev påve hann han utnämnas till kardinalpräst av Santa Maria in Trastevere och Santa Prassede samt kardinalbiskop av Sabina, Frascati och Porto-Santa Rufina.
Kardinal Ottoboni var nära 80 år gammal då han genom kardinalkollegiets nästan enstämmiga val utsågs till påve den 6 oktober 1689. Han antog då namnet Alexander VIII, och blev installerad i ämbetet den 16 oktober. Under sin korta regering hann Alexander göra sig känd för välgörenhet, men också för en hänsynslös nepotism när det var fråga om att tillsätta kyrkliga ämbeten och äreställen. Fastän han var vänskapligt stämd mot Ludvig XIV av Frankrike, förnyade han sin företrädares ogiltigförklaring av de så kallade Quattuor propositiones cleri gallicani av år 1682, i vilka den franska kyrkans nationella fri- och rättigheter (gallikanism) förfäktades. Ludvig XIV återlämnade Avignon till Kyrkostaten.
För övrigt gjorde han sitt namn berömt genom att inköpa den svenska drottningen Kristinas dyrbara bibliotek, varigenom bland annat inte mindre än 1 900 manuskript under namn av "det ottoboniska biblioteket" införlivades med den vatikanska boksamlingen. Han försökte mildra fattigdomen i Italien genom att skära ner skatterna.